# Nebulosa bipolare

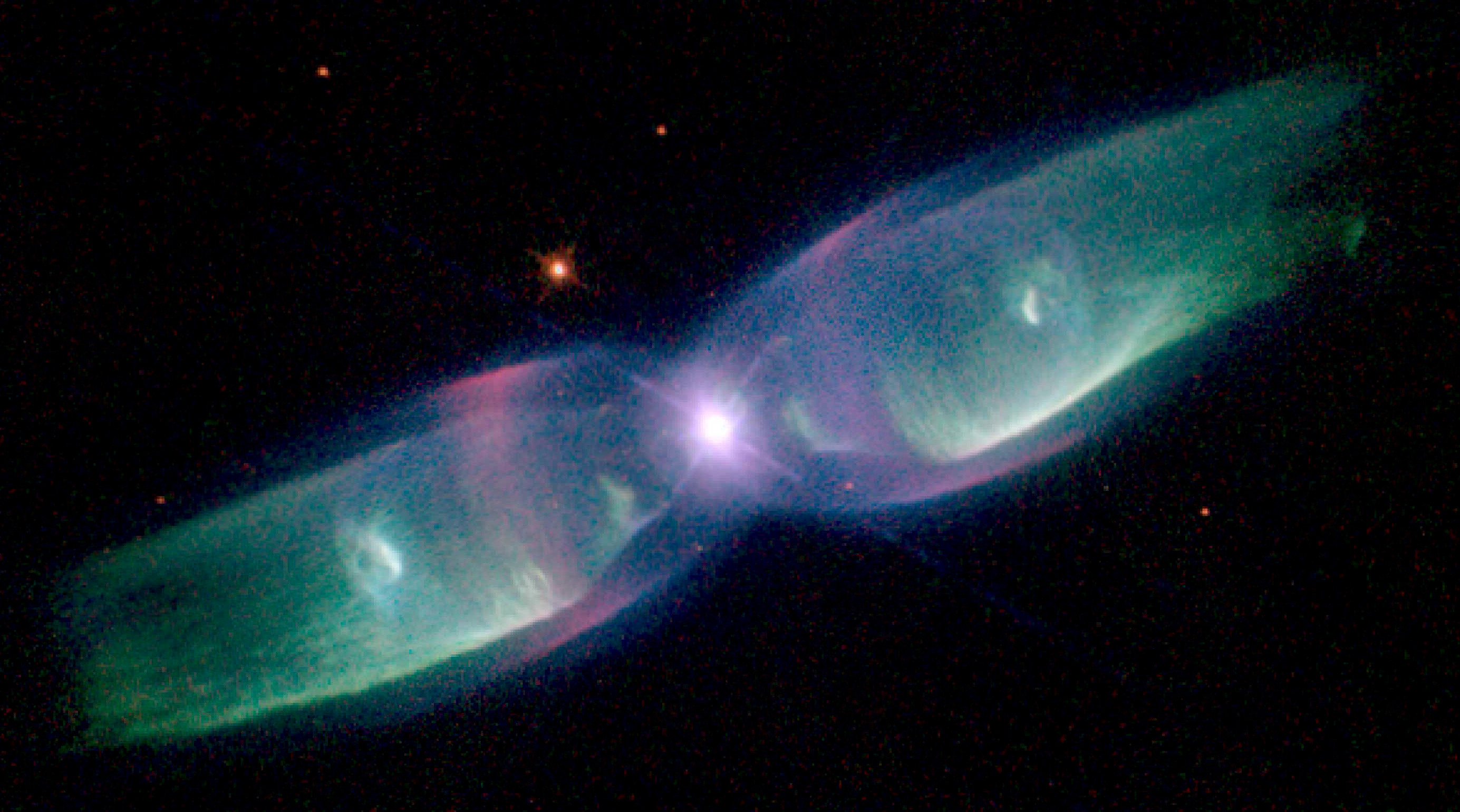
La Nebulosa Planetaria M2-9, nota anche come Twin Jet Nebula o Wings of a Butterfly Nebula, è un buon esempio di nebulosa a getti bipolari.

Una nebulosa bipolare è una particolare formazione nebulare caratterizzata da una simmetria assiale bilobata. Gran parte delle nebulose planetarie mostrano una struttura bipolare; potrebbe essere che i due tipi di nebulose siano direttamente correlate da una relazione temporale, ossia l'una potrebbe essere la conseguenza dell'altra.

## Formazione
Dato che le cause esatte di questa struttura nebulare non sono note, si suppone che possano essere legate al processo noto come flusso molecolare bipolare, in cui una stella espelle un getto di materia ad alta energia attraverso le sue zone polari. Una teoria in proposito afferma che questi getti collidano con il materiale disposto attorno alla stella, che può essere composto sia da polvere interstellare, sia da un guscio di materia espulsa da una precedente esplosione di supernova.

## Esempi
- Nebulosa Omuncolo intorno a Eta Carinae [1][2][3]
- Hubble 5 [4]
- M2-9 - la Nebulosa Planetaria M2-9 [5][6][7]
- OH231.8+4.2 - la Nebulosa Calabaza [8]
- Mz3 (o Menzel 3) - la Nebulosa Formica [9]
- CRL 2688 - la Nebulosa Uovo [10]
- HD 44179 - Nebulosa Rettangolo Rosso [11]
- MyCn18 - la Nebulosa Clessidra [12]
- He2-104 - la Nebulosa Granchio australe [13]
- la Nebulosa Boomerang [14]
- NGC 2346 [15]